# Межуївка
Межуї́вка — село в Україні, у Нікопольському районі Дніпропетровської області. Входить до складу Першотравневської сільської громади.
Колишній орган місцевого самоврядування — Лошкарівська сільська рада. Населення — 27 мешканців.

## Географія
Село Межуївка знаходиться на лівому березі річки Базавлук, вище за течією на відстані 2 км розташоване селище Лошкарівка (криворізький район), нижче за течією на відстані 0,5 км розташоване село Лошкарівка. Поруч проходить залізниця, станція Лошкарівка за 2,5 км.

## Історія
12 червня 2020 року, відповідно до розпорядження Кабінету Міністрів України № 709-р від «Про визначення адміністративних центрів та затвердження територій територіальних громад Дніпропетровської області», увійшло до складу Першотравневської сільської громади.
19 липня 2020 року, в результаті адміністративно-територіальної реформи і ліквідації Нікопольського району(1923—2020), село увійшло до складу новоутвореного Нікопольського району.